# ゲオルク・アグリコラ
ゲオルク・アグリーコラ（Georg Agricola、ゲオルギウス・アグリコラ、Georgius Agricola、本名 ゲオルク・バウエル、Georg Pawer、1494年3月24日 - 1555年11月21日）は、ドイツの鉱山学者・鉱物学者・人文学者・医者。「鉱山学の父」として知られる。彼の本名であるバウエル Bauer は「農夫」の意味であり、Agricola はそのラテン語名。
探鉱術や冶金術、鉱床、鉱脈、断層などに関する記述がある。多くの鉱物についての記述もある。鉱山書を出版する前彼は『化石の本性について』、という本も書いており、化石を生物の遺物としていたり、鉱物の肉眼鑑定で今日も行われている諸特徴を記載して後世に基準を与えている。代表作は1533年頃から編集され1550年に完成した全12巻からラテン語で構成される『デ・レ・メタリカ（De re metallica）』である。
実際に鉱山で働く人々の経験や発見、発明を科学の言葉に持ってきた、ひとつの新しい体系を創出したアグリーコラは、そのように自然や実業に密着していたため、錬金術など頭から否定し、軽蔑していた。

## 生涯
1494年3月24日、ドイツのザクセンのグラウハウ（en:Glauchau）に生まれたものの、幼少期についてはよく分かっていない。ツヴィッカウのラテン語学校で学び、20歳でライプツィヒ大学に入り、ギリシア語を学んだ。
1518年、ツヴィッカウでギリシア語教師になるが、後にライプツィヒ大学の講師となる。
アグリコラが30歳の時にイタリアへ留学しパドヴァ、ヴェネツィア、ボローニャの大学で医学、化学、言語学を学んだ。また、ヴェネツィアで印刷業の父と称されるアルドゥス・マヌティウスを知る。印刷技術を学ぶためにミラノにあるガラス工場にも訪れた。
1527年から1531年にかけてイタリアより帰国途中、ボヘミアのヨアヒムスタールの医者となり、ヨアヒムスタールで鉱山学を研究した。1530年に鉱山学に関する『ベルマヌス』を著した。
1531年から1535年頃、ケムニッツに移住し、研究を続ける。1533年よりアグリコラの代表作である『デ・レ・メタリカ』を著しはじめる。1546年にはケムニッツの市長に任命された。
しかし、 1555年11月21日にドイツ農民戦争や宗教改革に押され、キリスト教徒との論争の最中に脳卒中で倒れ、死亡したとされる。

## デ・レ・メタリカ
全12巻から成り立ち、アグリーコラがヨアヒムスタールで1533年から1550年にかけて著した書物で日本語訳では『金属について』である。初版はバーゼルでアグリーコラの死亡より4か月目に刊行された。
第1巻は学問、第2巻は鉱山師の心得や採鉱、第3巻は鉱脈や亀裂、層について、第4巻は測量方法や鉱山師に関するもので、第5巻も測量に関するもので、第6巻は採掘道具や機械について、第7巻は鉱石について、第8巻は鉱石の砕き方や焙焼方法、第9巻は鉱石の融解方法、第10巻は貴金属と卑金属を分離する手段について、第11巻は金、銀、銅、鉄を分離する手段で、そして第12巻は塩、ミョウバン、硫黄やガラスの製法に関するものである。
日本では三枝博音の翻訳が刊行されている。

## ゲオルク・アグリーコラ・メダル
ドイツ鉱物学会（Deutsche Mineralogische Gesellschaft; 略称: DMG）は非鉄金属の分野の金属学、鉱山学の分野の業績に授与するゲオルク・アグリーコラ・メダル (Georg-Agricola-Medaille) を創設した。